# Chrysopa barberina
Chrysopa barberina is een insect uit de familie van de gaasvliegen (Chrysopidae), die tot de orde netvleugeligen (Neuroptera) behoort. 
Chrysopa barberina is voor het eerst wetenschappelijk beschreven door Navás in 1932.